# Ján Sabol
Ján Sabol (17. května 1931 – 7. července 1990 Giraltovce) byl slovenský fotbalový obránce a trenér.

## Fotbalová kariéra
V československé lize hrál za Tatran Prešov. Nastoupil v 96 ligových utkáních. V nižších soutěžích hrál za ODA Trenčín (vojna) a Slovan Giraltovce, jehož byl odchovancem, zakončil v něm kariéru a působil zde jako trenér.

## Ligová bilance
| Ročník                                     | Zápasy | Góly | Klub              |
| ------------------------------------------ | ------ | ---- | ----------------- |
| Celostátní československé mistrovství 1950 | -      | 0    | Dukla Prešov      |
| Mistrovství československé republiky 1951  | -      | 0    | ČSSZ Dukla Prešov |
| Mistrovství československé republiky 1952  | -      | 0    | ČSSZ Prešov       |
| Přebor československé republiky 1953       | -      | 0    | Tatran Prešov     |
| 1. československá fotbalová liga 1956      | -      | 0    | Tatran Prešov     |
| 1. československá fotbalová liga 1957/58   | -      | 0    | Tatran Prešov     |
| CELKEM                                     | 96     | 0    |                   |